# Taiaroa Head
Taiaroa Head, unter den Māori auch als Pukekura bekannt, ist ein Kap im Stadtgebiet von Dunedin auf der Südinsel von Neuseeland.

## Namensherkunft
Das Kap ist nach Te Matenga Taiaroa, einem Häuptling des Iwi der Ngāi Tahu benannt, der im 19. Jahrhundert dort lebte.

## Geographie
Taiaroa Head befindet sich am Ende der Otago Peninsula und im Mündungsgebiet des Otago Harbour zum Pazifischen Ozean, rund 20 km nordöstlich des Stadtzentrums von Dunedin. Die nächstgelegene Siedlung, Ōtākou, liegt drei Kilometer südlich des Kaps.
Zu erreichen ist Taiaroa Head über die Harington Point Road, einer Uferstraße, die von Portobello kommend, teilweise an dem südlichen Ufer des Otago Harbour entlang und bis zum Parkplatz des Besucherzentrums auf dem 76 m hohen Kap führt.

## Geschichte
Ein weiterer Name für das Kap ist Pukekura, ein Pā (Dorf) der Māori, das auf dem Kap angelegt war und um das Jahr 1650 errichtet wurde. Es bestand bis in die 1840er Jahre und ist mit dem Krieger Tarewai verbunden, der im 18. Jahrhundert dort lebte. Pilots Beach hieß früher Hobart Town Beach, nach den hier 1836 durch die Weller Brothers eingerichtete Walfangstation, die Männer aus Hobart Town, Tasmanien beschäftigte. Zuvor nannten Māori  die Bucht Measly Beach, da sie von ihnen während der Masernepidemie im Jahr 1835 zum Baden aufgesucht wurde.
1964 wurde das Taiaroa Head Lighthouse, das sich an der Nordspitze des Kaps befindet, errichtet. Auf dem Kap befinden sich auch die Reste einer früheren Küstenverteidigung, zu der die Stellung einer Armstrong Disappearing Gun gehörte, die 1886 aus Furcht vor einer Invasion der Russen errichtet wurde und heute in restaurierter Form besichtigt werden kann.

## Taiaroa Head Lighthouse
Das Taiaroa Head Lighthouse ist der älteste noch in Betrieb befindliche Leuchtturm auf der Südinsel von Neuseeland und der zweitälteste im ganzen Land. Das Gebäude wurde im Februar 1991 vom New Zealand Historic Places Trust in die Liste der schätzenswerten Bauwerken der Kategorie 1 des Landes aufgenommen.

## Flora und Fauna
Taiaroa Head wurde als Naturreservat ausgewiesen und ist ein unter Seevögeln beliebter Brutplatz. Das Department of Conservation gibt an, dass nahezu 10.000 Seevögel an den Klippen und Hängen des Kaps leben, unter ihnen der Nordkönigsalbatros, von denen 200 Exemplare fast das gesamte Jahr über am Kap brüten und eine Population der Stewartscharbe, eine endemische Spezies der Gattung der Kormorane, die in den Klippen des Kaps beheimatet sind. Des Weiteren können Möwen, Seeschwalben, Sturmvögel und Sturmtaucher am Taiaroa Head beobachtet werden.
An der Südseite des Taiaroa Head, dem Eingang zum Otago Harbour zugewandt, leben am Pilots Beach rund 200 Paare der Zwergpinguine. Die gesamte Population am Kap wird auf rund 400 geschätzt. Auch sind Exemplare von dem Neuseeländischen Seebären und Neuseeländische Seelöwen an der Küste des Kaps anzutreffen.

## Royal Albatross Centre
1967 wurde der Otago Peninsula Trust mit dem Ziel gegründet die Flora und Fauna der Otago Peninsula zu schützen und ihre Entwicklung zu fördern. Der Trust sorgte dann auch zügig dafür eine Vogelwarte für die Beobachtung der Nordkönigsalbatrosse einzurichten, die in etwa ab 1919 am Kap siedelten und ab 1938 von dem Ornithologen Lancelot Eric Richdale beobachtet wurden. Richdale startete eine Kampagne zum Schutz der Vögel. 1983 wurde das Richdale Albatross Observatory eröffnet und 1989 von Prinzessin Anne das Royal Albatross Centre auf dem Kap eingeweiht.
Noch 2008 wurde die Population der Nordkönigsalbatrosse auf rund 100 Vögel geschätzt und 10 Jahre später bereits mit rund 200 Exemplaren angegeben.

## Fotogalerie

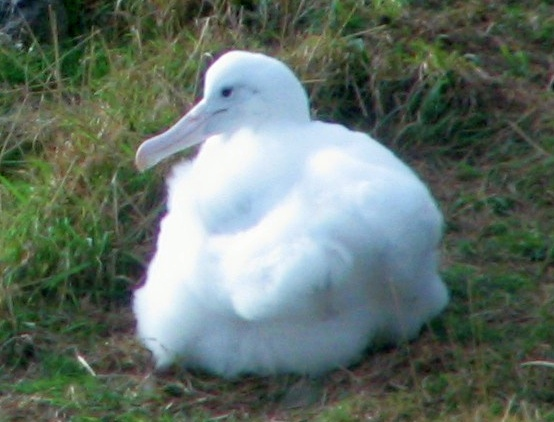
Albatrossküken auf Taiaroa Head
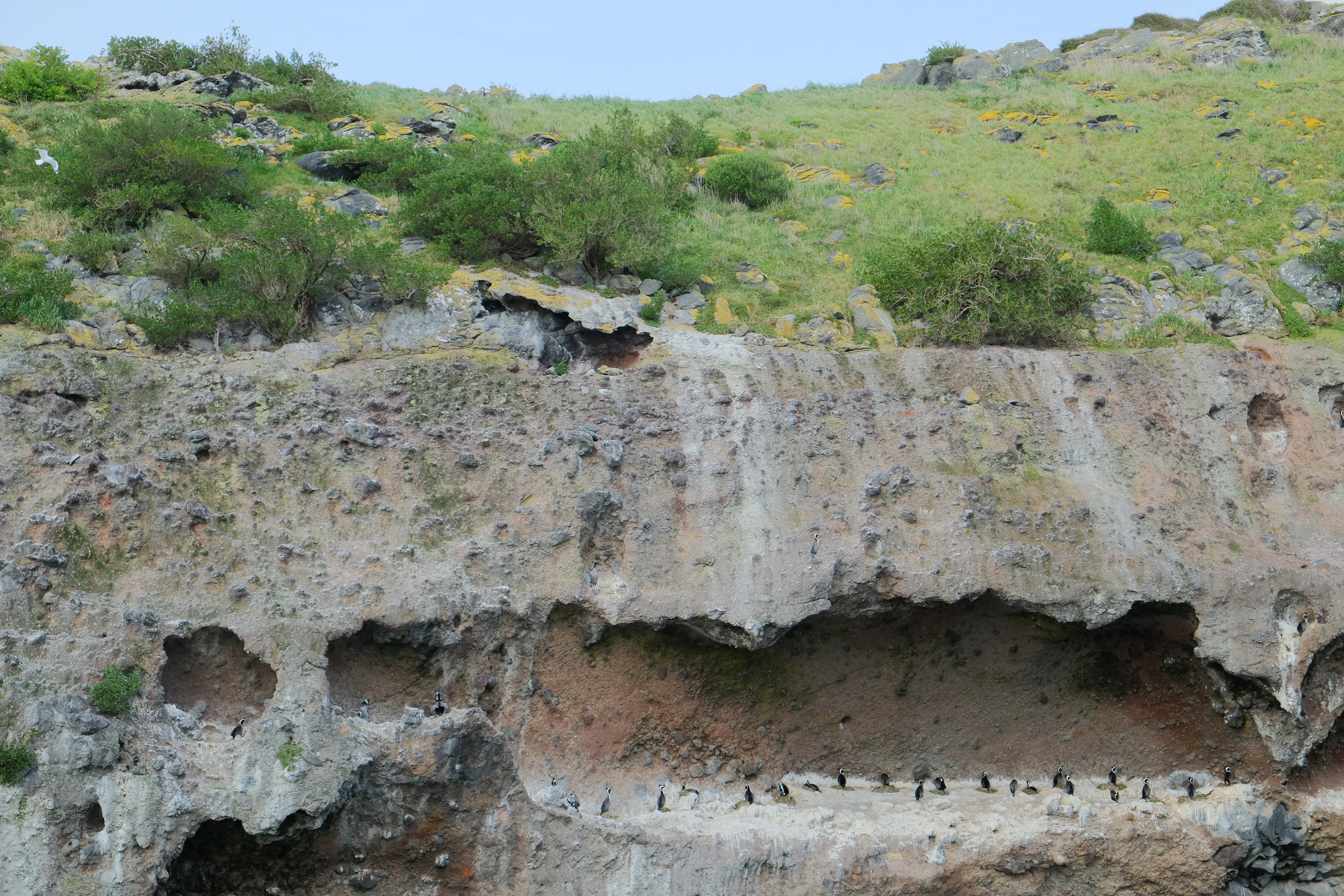
Spotted Shag Kolonie
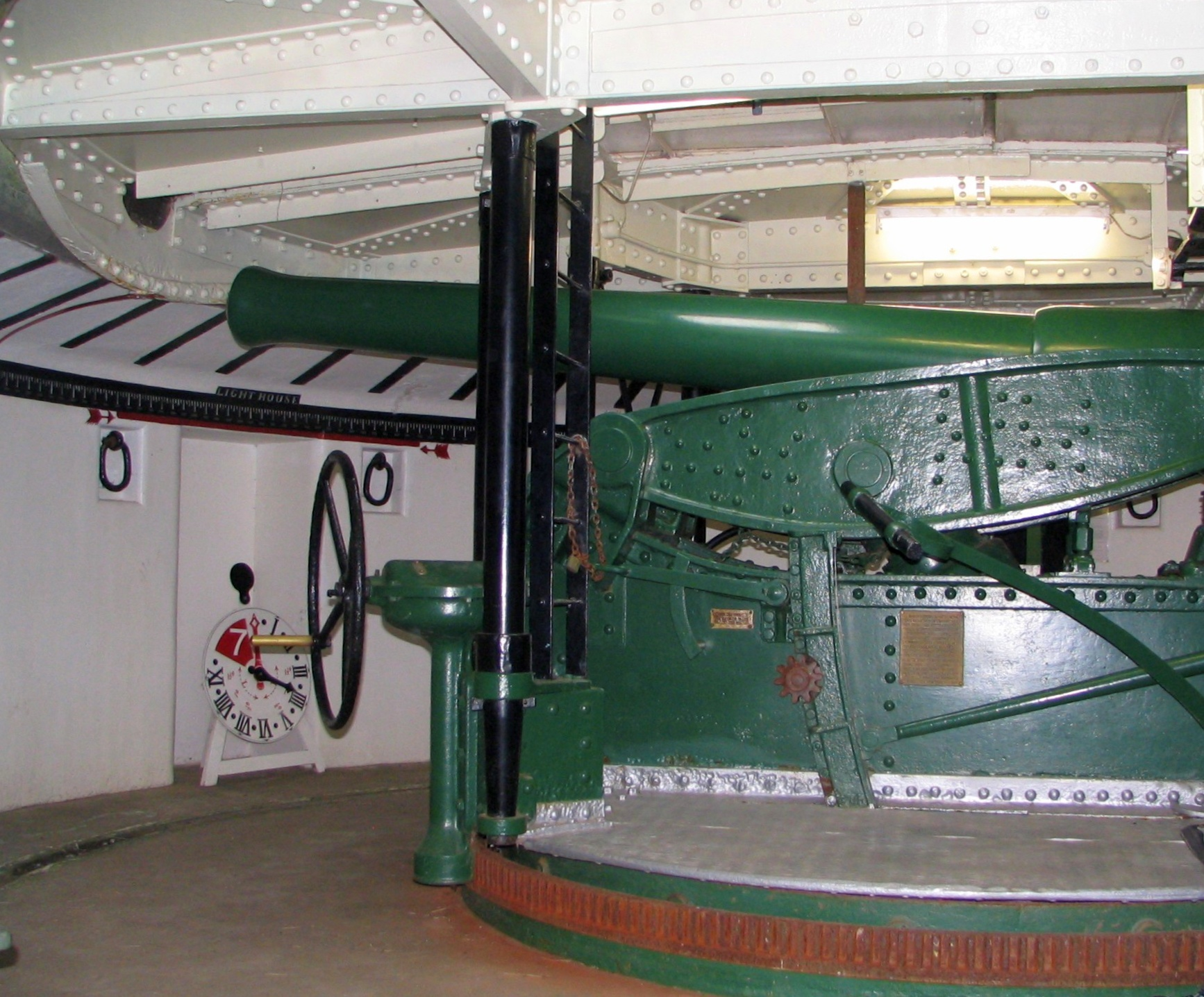
Armstrong BL 6-inch-Disappearing Gun auf Taiaroa Head